# 雷日纳
雷日纳（法語：Régina，法語發音：[ʁeʒina]）是法国海外省法属圭亚那的一个市镇，属于圣乔治区。该市镇总面积为12,130平方千米，是法国面积第二大市镇。

## 地理
雷日纳（4°18'49"N, 52°7'45"W）面积12,130平方千米，位于法国海外省法属圭亚那。
与雷日纳接壤的市镇（或旧市镇、城区）包括：聖喬治、鲁拉、瓦纳里、萨于勒、马里帕苏拉、卡莫皮、圣埃利。
雷日纳的时区为UTC−03:00。

## 行政
雷日纳的邮政编码为97390、97353，INSEE市镇编码为97301。

## 政治
雷日纳的现任市长为皮埃尔·德塞尔（Pierre Désert）先生，任期为2020-2026年。

## 人口
雷日纳于2022年1月1日时的人口数量为1657人。